# Optya manua
Optya manua är en insektsart som beskrevs av Irena Dworakowska 1976. Optya manua ingår i släktet Optya och familjen dvärgstritar.
Artens utbredningsområde är Kamerun. Inga underarter finns listade i Catalogue of Life.